# 아시아-태평양 민주연합
아시아-태평양 민주연합(Asia Pacific Democrat Union)은 아시아-태평양의 보수주의정당들의 국제적인 연합체로 국제민주연합의 산하 그룹이다.

## 회원 정당
- 네팔 - 국민민주당
- 뉴질랜드 - 뉴질랜드 국민당
- 대한민국 - 국민의힘
- 마카오 - 민중건오연맹
- 몰디브 - 몰디브 민주당
- 몽골 - 민주당
- 미국 - 공화당
- 스리랑카 - 통일국민당
- 엘살바도르 - 민족주의 공화동맹
- 오스트레일리아 - 오스트레일리아 자유당
- 인도네시아 - 국민계몽당
- 중화민국 - 중국 국민당
- 칠레 - 국민혁신
- 캐나다 - 캐나다 보수당
- 홍콩 - 홍콩 자유당